# Chiesa di San Giovanni Battista a Monteloro
La chiesa di San Giovanni Battista a Monteloro si trova nel comune di Pontassieve.

## Storia e descrizione
Documentato dal 1102, il piccolo edificio sorge in prossimità dei ruderi del castello omonimo, feudo, dal secolo IX, dei vescovi di Fiesole. L'aspetto attuale si deve ad un moderno restauro (1959) che ha recuperate le strutture medievali lasciando inalterato il portico cinquecentesco.
L'edificio presenta un semplice impianto ad un'unica navata chiusa da abside semicircolare, copertura con capriate a vista e campanile a vela impostato sul perimetro della tribuna. All'interno si conserva ancora un bassorilievo a stucco raffigurante la Madonna col Bambino risalente al secolo XV. Nell'attigua canonica sono visibili i resti di un loggiato con colonne e capitelli del secolo XIII.